# Most Muchoborski
Most Muchoborski – most przez Ślęzę wybudowany we Wrocławiu po II wojnie światowej na miejscu poprzedniego zniszczonego podczas działań wojennych.
Od średniowiecza na drodze łączącej Muchobór Wielki z Wrocławiem (zwanej również Polackenweg), wzdłuż obecnej ul. Ostrowskiego znajdował się bród, który został zastąpiony niedługo potem drewnianym mostem. Był on wielokrotnie niszczony i odbudowywany. W 1933 r. zastąpiono go mostem żelbetonowym o konstrukcji belkowej, jednoprzęsłowej, wolno podpartej z płytą pomostu wylewaną na mokro. Uległ on zniszczeniu podczas oblężenia miasta.
Po zakończeniu II wojny światowej funkcjonował prowizoryczny most drewniany. W 1967 roku został on zastąpiony przez most belkowy, wolno podparty, składający się z 8 dźwigarów stalowych, usztywnionych poprzecznicami, współpracującymi z żelbetową płytą pomostu.
Od końca czerwca 2016 do końca września 2016 roku most przechodził generalny remont. Kilka miesięcy przed remontem, po południowej stronie mostu została wybudowana kładka dla pieszych i rowerzystów.
Przez most przebiegają trzy linie autobusowe komunikacji miejskiej: 107, 119, 319 i 241.